# Râul Comanca, Redea
Râul Comanca este un curs de apă, afluent al râului Redea. 